# Sydney Waterlow (1er baronnet)
Sydney Hedley Waterlow (1er novembre 1822 - 3 août 1906) est un philanthrope anglais et homme politique du Parti libéral, principalement connu pour avoir fait don de Waterlow Park au public comme « un jardin pour les sans jardin ».

## Biographie
Il est né à Finsbury, à la périphérie de la ville de Londres, et grandit dans le Mile End. Formé au lycée St Saviour, il est apprenti papetier et imprimeur et travaille dans l'entreprise familiale Waterlow and Sons, une grande imprimerie employant plus de 2 000 personnes. De là, il passe dans la finance et devient directeur de l'Union Bank of London. Il est commissaire à l'Exposition universelle de 1851 et juré à l'Exposition internationale de Paris en 1867, pour laquelle il est fait chevalier.
Il commence sa carrière politique en tant que conseiller en 1857 (lorsqu'il introduit des liaisons télégraphiques entre les commissariats de police). En 1863, il devient échevin et commence ses œuvres philanthropiques. Il est président de la société de logement philanthropique The Improved Industrial Dwellings Company, qui construit notamment les bâtiments Leopold. Il travaille aussi pour de nombreux autres organismes de bienfaisance. Il est Shérif de la Cité de Londres en 1866 et lord-maire de Londres de 1872 à 1873. Ayant été fait chevalier en 1867, Waterlow est créé baronnet de Fairseat dans la paroisse de Wrotham dans le comté de Kent et de Highgate dans le comté de Middlesex le 4 août 1873. Il est député pour Dumfriesshire de 1868–1869, quand il est invalidé au motif qu'il est un entrepreneur du gouvernement, son entreprise ayant pris un contrat à son insu. Il siège ensuite pour Maidstone (1874–1880) et Gravesend (1880–1885).
En 1870, il achète de grandes superficies de terres dans le Kent, dans le village de Fairseat (près de Stansted), une grande partie de Stansted ainsi que d'autres parcelles de terre s'étendant de Wrotham à Meopham. Les parties du domaine sont reliées par un petit pont portant la crête familiale sur Trottiscliffe Road. En 1887, il construit les tours Trosley sur la crête de l'escarpement dans les North Downs, à l'est de Trottiscliffe Road. Deux allées s'approchent de la maison et elle est entourée d'un terrain boisé .
En 1872, il donne Lauderdale House (maintenant à Waterlow Park) à l'hôpital St Bartholomew pour être utilisé comme maison de convalescence pour les pauvres, avec des infirmières fournies par Florence Nightingale, et en 1889, il donne le parc environnant au London County Council. Son ancienne maison à côté du parc, Fairseat, est devenue Channing Junior School.
Il est nommé Chevalier Commandeur de l'Ordre Royal Victorien (KCVO) en 1902.

## Famille
Son quatrième fils, David Sydney Waterlow, est député libéral d'Islington North. L'artiste Ernest Waterlow est son neveu.

## Héritage
Lorsque Sir Sidney meurt en 1906 dans son domaine de Trosley Towers, Wrotham, son fils Philip hérite de son titre et du domaine. À la mort de Sir Philip en 1931, le domaine est vendu. Certaines maisons sont achetées par leurs locataires. En 1936, M. Shahmoon fait démolir Trosley Towers et fait construire Hamilton Lodge, ainsi que les écuries attenantes.
Toute la zone appartenait toujours à M. Shahmoon lorsqu'elle est  prise en charge par l'armée en 1942 pendant la Seconde Guerre mondiale et Hamilton Lodge devient le QG de la brigade de l'armée qui y est stationnée . Plus tard, le domaine de Trosley Towers est passé au conseil du comté de Kent, qui créé le parc national de Trosley.